# Gabriela Karska
Gabriela Karska, po mężu Zakrzewska (ur. 14 lipca 1937) – polska koszykarka, reprezentantka Polski.

## Kariera sportowa
Od 1952 była zawodniczką Gwardii Warszawa. W latach 1956–1959 wystąpiła w 33 spotkaniach reprezentacji Polski seniorek, m.in. zagrała na mistrzostwach Europy w 1956 i 1958, zajmując z drużyną w obu startach 5. miejsce.
Jest córką Szymona Karskiego i Elżbiety, z d. Plater-Zyberk. W 1960 ukończyła studia chemiczne na Uniwersytecie Warszawskim, następnie pracowała na Wydziale Chemii UW.